# Элективная астрология
Элективная (от лат. electio «выбор») или катархическая (от др.-греч. καταρχήν «принцип», «начало») астрология — раздел астрологии, занимающийся поиском наилучшего момента времени для совершения какого-либо действия в рамках донаучных представлений о влиянии небесных тел на земную жизнь.

## История
Элективная астрология (дословно с латыни: астрология выбора) является одним из моднейших направлений в астрологии и была хорошо известна ещё во времена Античности под именем катархической астрологии или катархен-астрологии. В греческом варианте (дословно с древнегреческого: астрология начала) названия лежит слово «катархон» — принцип, начало. В основе этих донаучных практик лежали представления о меняющемся со временем влиянии небесных тел на земную жизнь. Соответственно латинское и греческое названия отражают идею выбора времени начала для какого-либо дела — отыскания благоприятного момента для начала с тем чтобы добиться успеха в намеченном предприятии. Применение элективной астрологии зафиксировано уже на рубеже IV—III вв. до н. э. в свидетельстве обращения Селевка Никатора к вавилонским астрологам с целью узнать благоприятный момент для закладки города Селевкии.
Методика элективной астрологии быстро приобрела популярность, поскольку с её помощью астролог мог давать ответы на вопросы клиента без выяснения его времени рождения, которое обычно было известно клиенту с малой точностью. В начале новой эры элективная астрология стала широко известна в Римской империи, Византии, Индии и арабском мире, откуда с переводами с арабского стала известна и в Европе Позднего Средневековья.
Наиболее известными астрологами, развивавшими направление элективной астрологии, считаются Серапион Александрийский и Дорофей (Доротей) Сидонский.

## Общий обзор метода
В целом метод элективной астрологии сводится к поиску даты и времени, в гороскопе которого отсутствуют неблагоприятные факторы и присутствуют благоприятные для планет и домов, связанных с рассматриваемым вопросом. Так же иногда в элективной астрологии для выбора благоприятного момента учитывают дополнительно списки планет-управителей дней недели и часов согласно халдейскому ряду.
Следует отметить, что указания элективной астрологии рассматриваются, как более слабые по сравнению с указаниями юдициарной астрологии (натальной и предсказательной астрологии).

Если бы кто-то захотел вычислить элекцию удобного времени для зачатия детей и при этом имел бы в натальной карте поражённый сигнификатор детей, который указывает, что он едва ли будет иметь детей, то в этом случае элекция будет бесполезной.
— Дарио Клод. Трактат по элекциям для начала всяких дел // Введение в приговоры звёзд.